# William Wallace Wilshire

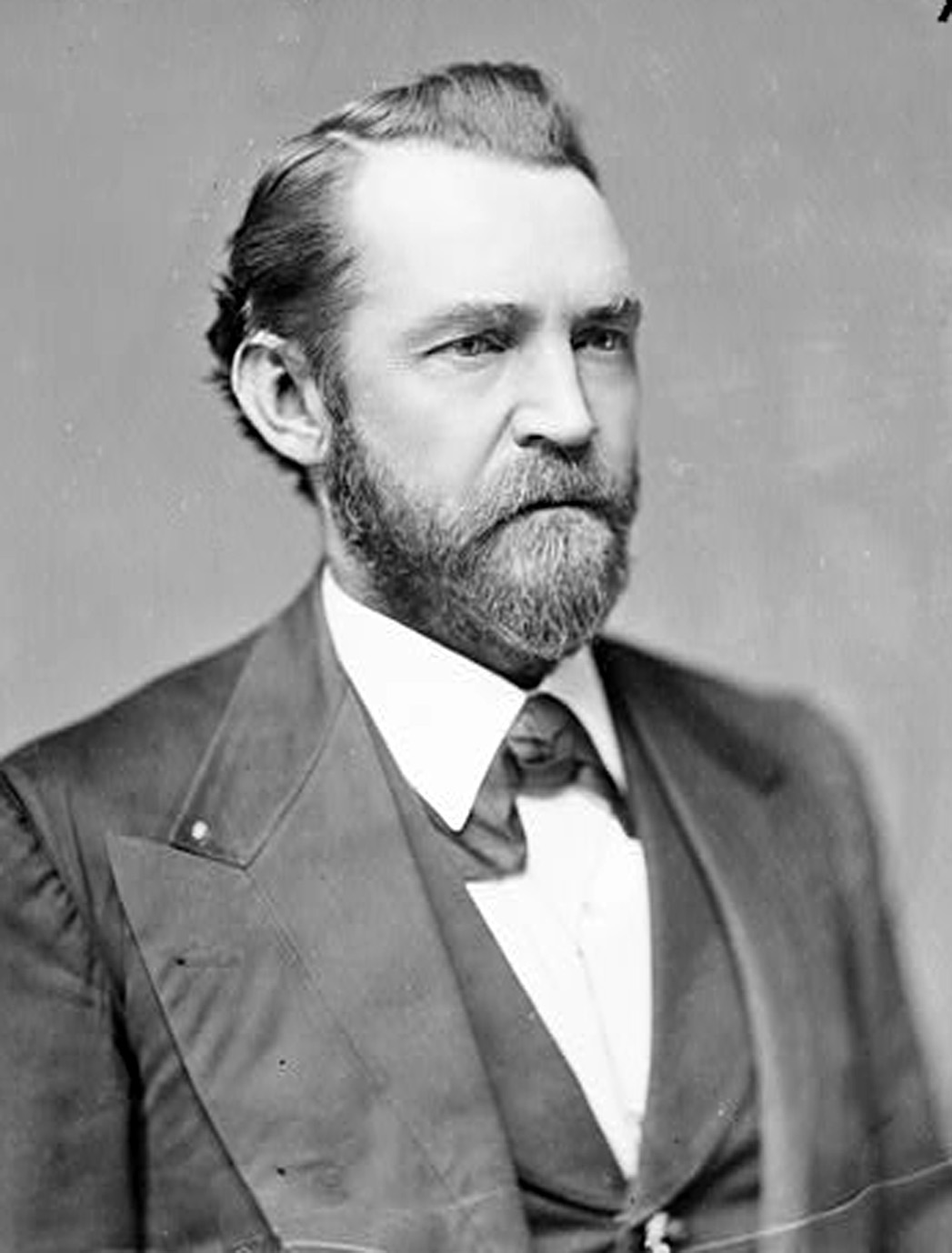
William Wallace Wilshire

William Wallace Wilshire (* 8. September 1830 in Shawneetown, Gallatin County, Illinois; † 19. August 1888 in Washington, D.C.) war ein US-amerikanischer Politiker. Zwischen 1873 und 1874 sowie von 1875 bis 1877 vertrat er den dritten Wahlbezirk des Bundesstaates Arkansas im US-Repräsentantenhaus.

## Leben
William Wilshire besuchte die öffentlichen Schulen seiner Heimat und verbrachte danach zwischen 1852 und 1855 drei Jahre in Kalifornien, wo er sich an der Suche nach Gold beteiligte. Danach kehrte er nach Illinois zurück, wo er im Kohlebergbau und im Handel tätig wurde. Nach einem Jurastudium wurde er im Jahr 1859 als Rechtsanwalt zugelassen. Während des Bürgerkrieges war er Major in einer Freiwilligeneinheit aus Illinois, die auf der Seite der Union kämpfte. Im Juli 1864 musste er aber den Militärdienst aus gesundheitlichen Gründen quittieren. Nach dem Krieg ließ er sich in Little Rock (Arkansas) als Rechtsanwalt nieder. Im Jahr 1867 wurde er leitender Staatsanwalt in Arkansas und zwischen 1868 und 1871 war Wilshire vorsitzender Richter am Obersten Gerichtshof von Arkansas. Danach arbeitete er wieder als Anwalt.
Wilshire war zunächst Mitglied der Republikanischen Partei. Als deren Kandidat wurde er 1872 im dritten Distrikt seines Staates in das US-Repräsentantenhaus in Washington gewählt, wo er am 4. März 1873 Thomas Boles ablöste. Seine Wahl wurde aber von Thomas M. Gunter angefochten. Nachdem diesem Einspruch stattgegeben worden war, musste Wilshire sein Mandat im Kongress am 16. Juni 1874 an Gunter abtreten. Danach wechselte er zur Demokratischen Partei, für die er 1874 erneut in den Kongress gewählt wurde. Dort löste er am 4. März 1875 Thomas Gunter wieder ab, der seinerseits erfolgreich im vierten Bezirk kandidierte. Bis zum 3. März 1877 absolvierte Wilshire nun eine reguläre Legislaturperiode im Repräsentantenhaus.
Im Jahr 1876 verzichtete er auf eine weitere Kandidatur. Danach begann er in der Bundeshauptstadt Washington als Rechtsanwalt zu arbeiten. Dort ist er im Jahr 1888 auch verstorben.